# Nahed Hattar

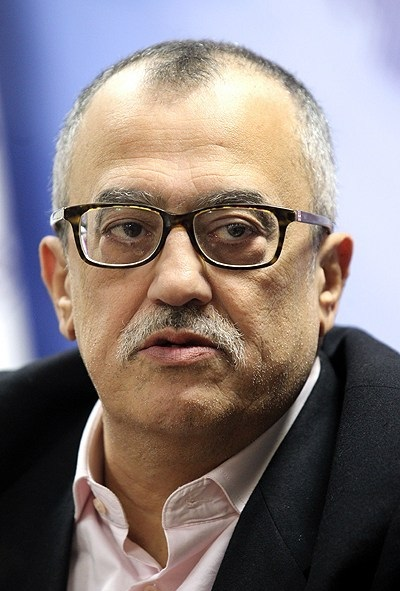
Nahed Hattar

Nahed Hattar (arabisch ناهض حتر; * 1960; † 25. September 2016 in Amman, Jordanien) war ein prominenter jordanischer Journalist und politischer Aktivist.

## Leben
Hattar entstammte einer christlich-arabischen Familie, bezeichnete sich jedoch als nicht gläubig bzw. als Atheist. Er war ein in Jordanien seit Jahren bekannter Karikaturist und Satiriker.
Am 12. August 2016 veröffentlichte er eine Karikatur auf seiner Facebook-Seite, in der der „Islamische Staat“ (IS) satirisch thematisiert wurde. Die mit „Im Paradies …“ betitelte Karikatur zeigt einen IS-Kämpfer, der mit zwei Frauen (Huris) im Bett liegt. Der mit weißem Bart und goldener Krone dargestellte Gott schaut durch einen Spalt in das Zelt und fragt den Kämpfer, ob er noch irgendetwas benötige. Dieser bittet ihn, ihm Wein zu bringen und den Erzengel Gabriel zu beauftragen, dass er ihm Cashewnüsse besorge. Der IS-Kämpfer redet Gott nicht mit سبحان الله (Subhanallah, „Gepriesen sei Allah“), sondern in einem Wortspiel des Karikaturisten mit Subhanech („Eure Großartigkeit“) an. Außerdem bittet der Jihadist, anschließend einen Diener zum Abräumen zu senden, und künftig eine Tür im Zelt zu installieren und vorher anzuklopfen. Hattar wurde daraufhin Beleidigung des Islam und Anstiftung zu konfessionellem Zwist vorgeworfen und er wurde am 15. August 2016 verhaftet und angeklagt.

## Tatverlauf
Am 25. September 2016 wurde Hattar bei einem Attentat auf den Stufen vor dem Ammaner Justizpalast im Stadtbezirk Abdali erschossen. Er wurde von drei Kugeln getroffen, kurz bevor er sich wegen der Karikatur vor Gericht verantworten sollte. Der Attentäter wurde im Anschluss an die Tat festgenommen.
Bei dem Täter handelt es sich um Riad Ismail A., einen 49-jährigen Mann aus Amman. Laut einem ersten Geständnis habe er Hattar wegen der Karikatur getötet, die dieser im August auf seiner Facebook-Seite veröffentlicht hatte. Zuvor hatte Nahed Hattar mehrere Todesdrohungen in der Öffentlichkeit erhalten. Ein Personenschutz wurde für ihn nicht bereitgestellt. Hattars Mörder wurde zum Tode verurteilt und Anfang März 2017 hingerichtet.

## Weblink
- Jordanian Satirist Arrested For Cartoon Mocking ISIS. The Clarion Project, 15. August 2016 (Artikel mit einer Abbildung der strittigen Karikatur, englisch)